# 雷夫斯達爾超新星
雷夫斯達爾超新星（SN Refsdal）是第一顆被檢測到的多重透鏡超新星，它位於星系團MACS J1149+2223之內。它的暱稱是為了尊崇在1964年首先提出使用超新星透鏡影像的時間延遲，研究宇宙的膨脹的挪威天文物理學家舒爾·雷夫斯達爾。此一觀測是由哈伯太空望遠鏡達成的。

## 愛因斯坦十字
雷夫斯達爾超新星的宿主星系的紅移是1.49，相當於同移距離144億光年，和回溯時間93.4億年。多個影像構成十字形排列在z=0.54的橢圓星系周圍，也被稱為" 愛因斯坦十字" 。
當這4個影像消失不見時，天文學家預測，他們將有難得的機會，再次見到這顆超新星。這是因為當前的這4個影像只是透鏡組合的一部分所形成的影像組合。這顆超新星可能在大約40-50年前在這個星系團的別處出現單一的影像，並預計在一年後會再一次出現。放大倍數和交錯來到的超新星影像，有助於天文學家說探討宇宙膨脹率，和說明在星系和星系團透鏡之間的物質和暗物質分布。

## 再現

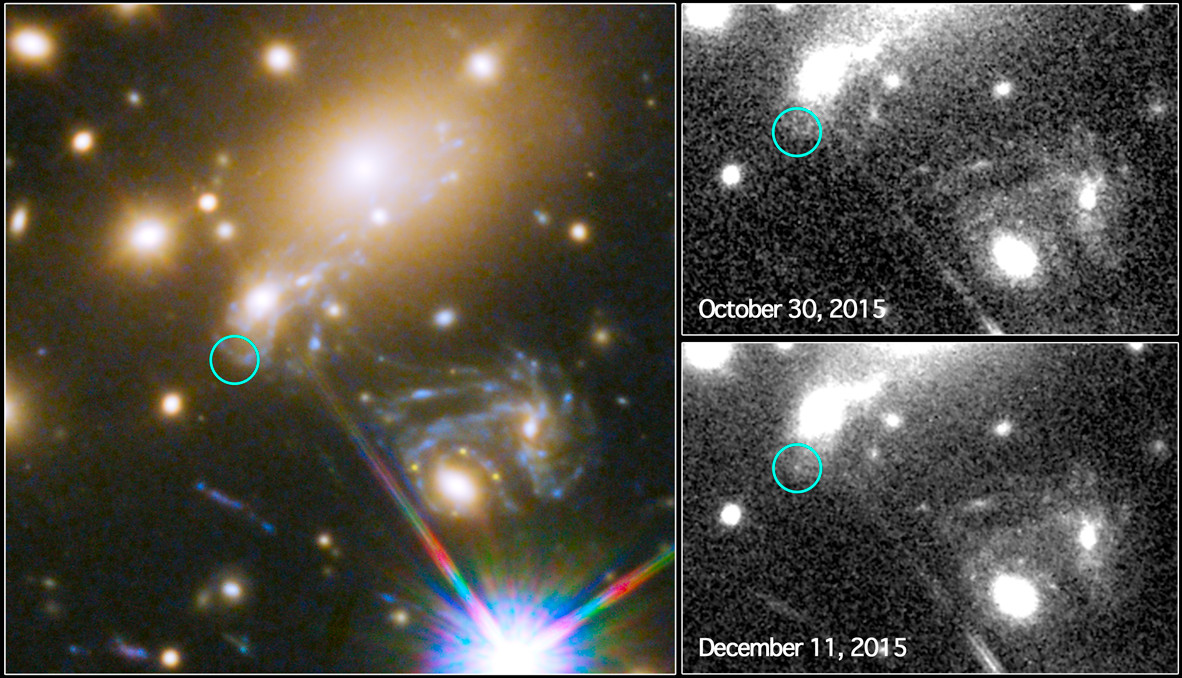
左側圖像顯示在前緣領域方案觀測到在深空中的星系團，MACS J1149.5+2223的一部分。圓圈表示對這顆超新星預測的最新位置。右下方是在2014年底看見的愛因斯坦十字的位置。
右上方顯示的是哈伯從2015年10月的觀測，觀測程序是從這顆超新星最新出現的預測時間開始。
右下方的圖顯示由幾個不同的模式預測，在2015年12月11日發現的雷夫斯達爾超新星。

雷夫斯達爾超新星在2015年11月中至2015年12月11日之間，又準時出現在預測的位置（日期的不確定大約是一個月，這是哈伯連續觀測之間的間隔），在這顆超新星再現被觀測到之前，盲模型的協定已經很好的預測。

## 外部連結
- . HubbleSite.org （英语）.
- Jenner, Lynn. . NASA. 2015-03-05  [2017-07-21]. （原始内容存档于2017-03-11）.
- . cosmicspectator. 2015-03-12  [2020-08-31]. （原始内容存档于2019-07-14） （英语）.
- The image taken by Hubble around November 2015 shows new supernovae 'SX' in multiply image system （页面存档备份，存于） at astro.berkeley.edu.
- Hubble Hangout December 17 2015 discussing SN Refsdal
- . National Geographic News. 2015-12-17  [2020-08-31]. （原始内容存档于2021-01-23） （英语）.